# Anton Kolm
Gustav Anton Kolm (Bécs, 1865. október 12. – Bécs, 1922. október 11.) osztrák fotográfus, az osztrák filmtörténet egyik első rendezője és producere.

## Pályafutása
1897-ben kezdett filmfelvételekkel kísérletezni, és 1906-tól kezdve készített rövidfilmeket, amelyeket azonban még nem szánt bemutatásra. A fejlesztéshez 1910-ben feleségével, Luiséval és Jacob Fleckkel együtt megalapította az Erste österreichische Kinofilms-Industrie céget, amely egy évvel később a Wiener Kunstfilm-Industrie nevet kapta, és amely hosszú időn át az Osztrák–Magyar Monarchia, majd Ausztria vezető produkciós cége volt. Anton Kolm elsősorban a pénzügyekkel és a vég vezetésével foglalkozott, és csak kevés produkcióhoz járul hozzá személyesen; felesége volt az, aki a kreatív munkáért felelt.
1919-ben feleségével banki támogatással újjáalapította a Wiener Kunstfilm-Industrie-t Vita-Film néven. Egyúttal elkezdte a Rosenhügel-Filmstudios építését, amely 1923-ban lett kész, de már azelőtt használatba vették. Ez a filmgyártó vállalat többek között olyan monumentális filmeket forgatott, mint az 1922-es Sámson és Delila, de 1924-ban több más európai filmgyárhoz hasonlóan csődbe jutott az amerikai filmek által támasztott hatalmas verseny miatt.
Fia, Walter Kolm-Veltée, szintén a filmiparban tevékenykedett.

## Filmjei
Rendezőként
- 1910: Die böse Schwiegermutter
- 1911: Die Glückspuppe (társrendezők Jacob Fleck, Luise Kolm és Claudius Veltée)
- 1911: Hoffmanns Erzählungen (társrendezők Jacob Fleck, Luise Kolm és Claudius Veltée)
- 1911: Die Volkssänger
- 1912: Karl Blasel als Zahnarzt
- 1912: Trilby (társrendezők Jacob Fleck, Luise Kolm und Claudius Veltée)

Producerként
- 1911: Der Müller und sein Kind
- 1913: Johann Strauß an der schönen blauen Donau
- 1914: Frau Gertrud Namenlos
- 1914: Svengali
- 1915: Életünket és vérünket
- 1915: Der Meineidbauer
- 1916: Nyári idyll
- 1916: Auf der Höhe
- 1916: Der Landstreicher
- 1916: Mit Gott für Kaiser und Reich
- 1917: Mir kommt keiner aus
- 1917: Im Banne der Pflicht
- 1917: Der rote Prinz
- 1917: Der König amüsiert sich
- 1917: Der Schandfleck
- 1918: Gespenster
- 1918: A zsidónő
- 1918: Don Cäsar, Graf von Irun
- 1918: So fallen die Lose des Lebens
- 1919: Der ledig Hof
- 1919: Die Zauberin am Stein
- 1919: Die Ahnfrau
- 1920: Lasset die Kleinen zu mir kommen
- 1920: Der tanzende Tod
- 1920: Wildfeuer
- 1920: Winterstürme
- 1920: Eva, die Sünde

## Fordítás
Ez a szócikk részben vagy egészben  az   Anton Kolm című német Wikipédia-szócikk ezen változatának fordításán alapul.  Az eredeti cikk szerkesztőit annak laptörténete sorolja fel. Ez a jelzés csupán a megfogalmazás eredetét és a szerzői jogokat jelzi, nem szolgál a cikkben szereplő információk forrásmegjelöléseként.